# Бур д'Уеј
Бур д'Уеј (фр. Bourg-d'Oueil) насеље је и општина у јужној Француској у региону Миди Пирене, у департману Горња Гарона која припада префектури Сен Годан.
По подацима из 2011. године у општини је живело 9 становника, а густина насељености је износила 0,95 становника/km². Општина се простире на површини од 9,52 km². Налази се на средњој надморској висини од 1339 метара (максималној 2.150 m, а минималној 1.274 m).

## Демографија
| 1962. | 1968. | 1975. | 1982. | 1990. | 1999. | 2011. |
| ----- | ----- | ----- | ----- | ----- | ----- | ----- |
| 6     | 21    | 18    | 21    | 19    | 10    | 9     |

График промене броја становника у току последњих година